# Контрнаступление в Херсонской области (2022)
Контрнаступление в Херсонской области — военная операция Вооружённых сил Украины на территории Херсонской и Николаевской областей после вторжения России на Украину в 2022 году. Контрнаступление ВСУ в Херсонской области началось 29 августа 2022 года; интенсивная фаза этого контрнаступления пришлась на октябрь. 9 ноября российское командование сообщило об уходе с правого берега Днепра и фактическом оставлении Херсона. 11 ноября российское командование заявило о завершении отступления; ВСУ без боя вошли в Херсон и заняли его.

## Предыстория
24 февраля российские войска вторглись на Украину. В Херсонскую область ВС РФ зашли из Крыма. 25 числа российские войска заняли город Херсон, но были выбиты из него в ночь на 26 февраля. 28 февраля Херсон был окружён, а 2 марта — оккупирован.
В отличие от примыкающих к границе с Россией регионов Украины, логистические линии российской армии в регионе сильно растянуты из-за того, что снабжение происходит из Крыма. После оккупации Херсона российским войскам не удалось достичь прогресса в регионе, а сами войска здесь были ослаблены нуждами России в Донбассе.

## Роль в военных действиях
Аналитический центр Atlantic Council считал, что битва за Херсон может быть решающей в войне. Херсон является единственным оккупированным с начала полномасштабного вторжения областным центром Украины, а также единственным большим оккупированным городом на западном берегу Днепра. Кроме того, удержание Херсона необходимо России для возможности наступления на Одессу и оккупации всего северного побережья Чёрного моря. Если Россия потеряет контроль над городом, российская армия будет отброшена на восточный берег Днепра и столкнётся с риском продолжения контрнаступательных действий со стороны Украины с целью полного освобождения юга Украины. Победа Украины покажет способность украинской армии выбивать российские силы с хорошо укреплённых оборонных позиций и убедит партнёров Украины продолжать предоставление военной и финансовой поддержки. Одновременно с этим поражение России ещё более деморализует силы вторжения, а также станет личным ударом для президента РФ Владимира Путина.

## Силы сторон

### Украина
- 1 обрспн[25]
- 17 отбр[26]
- 35 обрмп[9]
- 54 омехбр[8]
- 59 омпбр[10]
- 60 омехбр[9]
- 128 огшбр[9]
- ОБОН[27]

## Подготовка
Началу контрнаступления предшествовало несколько месяцев подготовки и локальные атаки для подготовки к крупной операции. Контрнаступление последовало за серией ударов по российским мостам снабжения в регионе, отрезавших российских военных от поставок оружия, боеприпасов, продовольствия и воды, а также военной техники.
10 июля Владимир Зеленский приказал разработать план по «деоккупации юга Украины», а министр по вопросам реинтеграции временно оккупированных территорий Украины Ирина Верещук призвала жителей оккупированных южных регионов экстренно эвакуироваться любыми путями в связи с подготовкой украинскими войсками контрнаступления.
Согласно отчёту Министерства обороны Великобритании, украинским войскам, скорее всего, удалось установить плацдарм на южном берегу реки Ингулец. 27 июля, после ударов украинских войск американскими дальнобойными ракетами, была прекращена эксплуатация Антоновского моста в Херсоне. По оценке чиновников Министерства обороны Великобритании, российские силы в Херсоне, таким образом, были «виртуально отрезаны от прочих оккупированных территорий». Украинские представители заявляли, что Россия перебрасывает большое количество войск из восточных регионов Украины в южные.
30 июля командование Вооружённых сил Украины заявило, что в результате нанесения ударов была прекращена эксплуатация Антоновского железнодорожного моста в Херсоне. Министерство обороны Британии предположило, что российские войска возвели два понтонных моста и используют паромы для компенсации потери мостов в Херсоне, ВСУ с использованием дальнобойной артиллерии приступили к уничтожению барж и понтонных мостов.
23 августа, согласно заявлениям представителей украинской армии, был нанесён удар по командному пункту 331-го гвардейского парашютно-десантного полка в Нововоскресенском.
27 августа российские войска наполовину возвели понтонный мост через Днепр около Антоновского моста.

## Ход боёв

### Август
29 августа вооружённые силы Украины начали наступательные операции в сторону Херсона. Корреспондент телеканала BBC сообщил, что ночью украинские войска нанесли удары по автомобильным и железнодорожным мостам в Херсонской области, которые уже были непригодны для проезда тяжёлой техники. Украинская сторона заявила о том, что ключевые мосты через Днепр в Херсонской области были повреждены настолько, что стали непригодны для переброски техники. Советник главы Офиса Президента Украины Алексей Арестович заявил, что были уничтожены паромные переправы. Российские СМИ сообщают об ударах по Новой Каховке. Представители оккупационной администрации заявляют, что были нанесены более десяти ракетных ударов.
На видеозаписи с подтверждённой геолокацией были запечатлены разрушения на российской военной базе, размещённой в бывших бараках Национальной гвардии Украины в Херсоне. База, по мнению Института изучения войны, была разрушена 29 августа в результате удара украинской армии.
Поздно вечером появились сообщения о том, что украинская армия вернула контроль над сёлами Новая Дмитровка, Архангельское и Томина Балка, прорвав первую линию обороны в трёх местах. Сообщение о взятии Архангельского подтверждается заявлением украинской стороны о том, что 109-й полк ДНР вместе с российским десантом, которые в конце июля были размещены в Архангельском и других сёлах вдоль реки Ингулец, покинули свои позиции; геолокация одной из опубликованных видеозаписей подтверждает то, что украинские войска вошли в Архангельское. Российские блогеры распространили информацию телеграм-канала «Серая Зона» о том, что украинские войска продвинулись на 6 километров от плацдарма на реке Ингулец и взяли под контроль село Сухой Ставок, которое находится приблизительно в 7 километрах к западу от российской линии наземного снабжения. Похожее заявление делал бывший Глава Службы внешней разведки Украины Николай Маломуж.
Украинские власти призвали жителей Херсонской области эвакуироваться и не приближаться к российским складам. Представители оккупационной администрации Новой Каховки призвали жителей искать убежище в связи с ракетными ударами, однако, согласно российским источникам, эвакуации не будет.
Представители России и самопровозглашённой Луганской Народной Республики, а также российские блогеры заявляют, что информация о масштабе контрнаступления преувеличена, а украинские войска несут тяжёлые потери. Данные сообщения, по мнению Института изучения войны, свидетельствуют о стремлении России сохранить фасад значительных успехов своей армии на Украине.
30 августа Игорь Гиркин заявил о том, что утром были нанесены ракетные удары по мосту и переправе в Херсоне. Украинские военные заявили об уничтожении российской понтонной переправы через Днепр около села Львово. Украинское Оперативное командование «Юг» сообщило о продолжении нанесения ударов по Антоновскому мосту, Антоновскому железнодорожному мосту, и мосту в Дарьевке на реке Ингулец; украинская авиация нанесла удары по российским войскам и опорным пунктам в Киселёвке и Кортырке. Также украинские войска, скорее всего, нанесли удары по Бериславу и Алёшкам. Украинские официальные представители подтвердили нанесение ударов по складам с боеприпасами в Баштанском, Бериславском, Каховском и Херсонском районах.
Видеозапись, сделанная в Таврийском районе Херсона, зафиксировала звуки небольших взрывов. Российский военный корреспондент Михаил Андроник заявил, что в Таврийском районе российские силовики вели перестрелку с группой украинских бойцов, вооружённых стрелковым оружием и самодельными бомбами. Также российские источники заявляли, что российские войска уничтожили украинскую разведывательную группу в Херсоне. Институт по изучению войны (ISW) считает маловероятным выдвижение украинской разведки на 10 километров вглубь вражеской территории без поддержки; по мнению ISW, в Херсоне в бой с россиянами вступили украинские партизаны.
Российские телеграм-каналы опубликовали видео, на котором запечатлён шлейф дыма в Новой Каховке. Сообщается, что источник дыма был рядом с Новокаховским электромеханическим заводом. ISW не смог установить конкретное место и причину задымления. Видео в социальных сетях запечатлели взрывы и задымление в Таврийском, а некоторые пользователи соцсетей сообщили о работе российских систем ПВО. Российские и украинские телеграм-каналы в течение дня сообщали о взрывах в Херсоне и Чернобаевке.
Заместитель председателя оккупационной Военно-гражданской администрации Херсонской области Кирилл Стремоусов выехал в российский Воронеж.
31 августа украинский оперативный центр «Юг» сообщил, что украинские войска продолжили наносить удары по российским линиям снабжения, укреплениям и складам с боеприпасами по всей Херсонской области; украинские силы уничтожили два командных пункта, два склада с боеприпасами, зенитную систему, радиолокационную станцию, а также были нанесены удары по другим районам концентрации российских войск; были нанесены 16 авиаударов по российским укреплениям. Украинские телеграм-каналы заявляли о нанесении удара по российской военной колонне в Олешках, которая направлялась на западный берег Днепра для пополнения размещённой там российской группировки.
По оценке ISW, украинские войска, скорее всего, нанесли очередной удар по российским силам в Чернобаевке. На видеозаписях в соцсетях было запечатлено большое задымление в районе мебельной фабрики в Новой Каховке, а свидетели сообщили об ударах в Каховке.
Спутниковые снимки свидетельствуют о том, что российские военные колонны стоят в очереди на берегу Днепра в одном месте в ожидании перемещения на понтонной переправе.
ISW отметил, что российские микроблогеры предоставили неподтверждаемую информацию о ситуации в Херсонской области. Так, российские блогеры сообщили о том, что боевые действия ведутся в пяти районах: к востоку от Высокополья, вблизи Ольгина и Архангельского, вблизи размещённого у реки Ингулец украинского плацдарма, вблизи Благодатного Николаевской области, и к северу и северо-западу от города Херсон. Российские блогеры утверждают, что российские войска стабилизировали линию фронта вокруг Александровки, и что украинские войска не ведут здесь контрнаступательных действий; российские войска предприняли безуспешную попытку продвижения к Мирному, однако бои продолжились в Солдатском; украинские войска продолжают успешные действия в Терновых Подах, а к югу от населённого пункта Зелёные Гаи российские силы отступили; в Благодатном российские воздушно-десантные войска остановили две операции украинской армии; в Архангельском украинские войска выбили россиян из северной части посёлка. Российские блогеры сделали противоречивые заявления о Сухом Ставке: согласно одним заявлениям, украинские войска отступили из населённого пункта, согласно другим — ведут из него бои в направлениях Давыдового Брода и Брускинского. Продвижение украинской армии в Любомировке было подтверждено видеозаписью с уничтоженным украинским танком в этом населённом пункте.
Министерство обороны России заявило, что украинские войска не смогли возобновить контрнаступление по направлению Николаев—Кривой Рог, также заявив, что украинская армия предприняла безуспешные атаки вокруг Ольгина, Тернового Пода и Архангельского, а в Сухом Ставке российская армия одержала победу. ISW отмечает, что этим заявление Минобороны России признало продвижение украинских войск в Сухом Ставке несмотря на заявление о полном провале украинского контрнаступления там 30 августа, а сами заявления не были сопровождены никакими видеозаписями, которые могли бы их подтвердить.
Российские блогеры предоставили спутниковые снимки, на которых, согласно их заявлениям, запечатлены воронки от российских обстрелов по украинским подразделениям, продвигающимся в Петровке. Другие блогеры опубликовали видеозапись, которая, согласно их заявлениям, демонстрирует взрыв украинского танка после отражения российскими войсками продвижения украинских сил из Петровки на юго-восточном направлении. NASA засекло пожары в районе Петровки, что может подтверждать утверждения блогеров о боях.

### Сентябрь
1 сентября украинское оперативное командование «Юг» сообщило о том, что украинские войска уничтожили понтонный мост через реку Ингулец в Даровке; были нанесены удары по шести складам с боеприпасами в Бериславском, Херсонском, и Гениченском районах. Видеозаписи боёв подтвердили использование украинскими войсками в течение двух дней беспилотника Bayraktar TB2 для поддержки украинской армии с воздуха.
Сообщается, что украинские войска уничтожили командные пункты 331-го гвардейского парашютно-десантного полка и 56-го гвардейского десантно-штурмового полка российской армии в неустановленных локациях, а также о продолжении боёв в Архангельске. На подтверждённой видеозаписи была запечатлена сдача в плен пяти российских солдат в Праведном.
Местные жители сообщили о взрывах в Новой Каховке и Каховке, а также о работе систем ПВО, а в социальных сетях появились видео новых ударов украинских войск по Антоновскому мосту. Украинские телеграм-каналы сообщали о поражении украинской ракетой неустановленной цели в Олешках, а также о сбитии российскими системами ПВО ракеты над Каланчакой; были опубликованы видео, на которых, согласно заявлениям, запечатлена уничтоженная российская военная база в Широкой Балке; сообщается, что российские войска переправляют всё большее количество барж в Новую Каховку.
На спутниковых снимках были запечатлены пожары вокруг Казацкого зернового терминала.
Министерство обороны России заявило о том, что российские войска сбили украинскую ракету AGM-88 HARM над Антоновским мостом, а также об уничтожении украинского склада с боеприпасами на западном берегу реки Ингулец. Оккупационная полиция Херсонской области заявила о нейтрализации штаба украинских бойцов в Херсоне. Российские блогеры заявили, что бои продолжились по меньшей мере на четырёх направлениях: к западу от Высокополья, к востоку и северо-востоку от украинского плацдарма у реки Ингулец, вокруг Снигирёвки к востоку от Николаева, и к северу от Херсона. ISW отметил, что сообщения российских блогеров в основном остались неподтверждёнными.
Часть военных блогеров сообщила, что российский десант отбил атаку украинских войск на Ольгино, в то время как другие блогеры сообщили, что российские войска имеют «уверенный контроль» над южными половинами населённых пунктов Ольгино и Высокополье, и что были начаты оборонительные бои к югу от границы Херсонской и Днепропетровской областей. Некоторые российские блогеры сообщали, что российские силы установили частичный контроль над Белой Криницей, что между украинским плацдармом и Давидовым Бродом, в то время, как другие заявляли о том, что Росгвардия и российские десантники ведут бои непосредственно в Давидовом Броду. Один из блогеров заявил, что украинские войска заняли Костромку и продвинулись к окраинам Брускинского, параллельно ведя атаку на Счастливое.
Представители самопровозглашённой Донецкой Народной Республики и блогеры заявили, что российские силы отбили атаку на Снигирёвку. На видеозаписях с подтверждённой геолокацией были запечатлены обстрелы российских позиций в Снигирёвке украинскими войсками.
Один из блогеров заявил, что российские силы вернули контроль над Зелёными Гаями, и сообщил, что российская армия продолжила ведение артиллерийских обстрелов украинских сил. На геолоцированной видеозаписи был запечатлён российский артобстрел украинской армии около Мирного.
2 сентября Генштаб Украины сообщил о том, что российские силы провели неудачное наземное наступление по направлению Потёмкино, а также провели авиаудары по Крещеновке, что, по мнению ISW, указывает на продвижение украинских сил около этого населённого пункта. Также на такое продвижение указывают данные NASA о пожарах к югу от Крещеновки. Российские блогеры распространили утверждение о том, что украинские войска были окружены в Петровке, что подтверждает то, что украинские войска, скорее всего, вошли в этот населённый пункт. Кроме того, Генштаб Украины сообщил о российских авиаударах вблизи украинского плацдарма у реки Ингулец, в частности, по Сухому Ставку.
Украинское оперативное командование «Юг» сообщило о нанесении ударов по российским паромным переправам в населённых пунктах Львовое и Казацкое. Представители украинских войск сообщили о нанесении ударов по скоплению российской военной техники в Таврийске, а также об уничтожении пункта управления беспилотниками в Правдино. Генштаб Украины сообщил об уничтожении трёх российский артиллерийских систем, склада боеприпасов, и группы российских военнослужащих в окрестностях Энергодара и Херсона точечными ударами. ISW отметил, что неясно, насколько близки удары были к самому городу. Также украинские военные представители сообщили об уничтожении пяти складов с оружием в Баштанском, Бериславском и Херсонском районах, и об уничтожении девяти командных пунктов в неустановленных локациях.
Согласно подтверждённым видеозаписям украинские войска продолжили наносить удары по российским силам в Новогредневом. На других видеозаписях в соцсетях, согласно сообщениям, запечатлены ракетные следы рядом с Новой Каховкой. Местные жители сообщили, что под удар украинской армии могла попасть российская понтонная переправа рядом с Антоновским железнодорожным мостом, а на видеозаписях был виден дым, поднимающийся рядом с мостом. Также в соцсетях сообщалось о нанесении удара по российской военной технике, которая ожидала переправы около железнодорожного моста в Олешках. Также сообщалось об ударе по понтонной переправе в Даровке, однако ISW сообщил, что остаётся неясным, имеется ли ввиду новая атака, или атака, произошедшая днём ранее. Подтверждённые видеозаписи показали последствия удара по филиалу Одесского государственного университета внутренних дел в Херсоне, где, согласно утверждениям украинских пользователей соцсетей, были размещены российские солдаты.
Несколько военных блогеров заявили о ведении украинской армии контрнаступательных действий со стороны Кривого Рога, и сообщили о том, что российские силы применяют ракетную артиллерию и авиацию для отражения украинских атак на посёлки к востоку от Высокополья. Минобороны России заявило, что российские войска продолжают обстрел украинской пехоты вдоль границы Херсонской и Днепропетровской областей. Российский блогер сообщил о том, что огонь российской артиллерии по наступающей украинской военной технике вблизи Высокополья корректируется беспилотниками. Минобороны России также сообщило о нанесении ударов по украинским позициям к северо-западу от Высокополья. Блогеры заявили о продвижении украинских сил к югу от Костромки в сторону Безыменного после неудачи в продвижении на Счастливое. Кроме того, блогеры заявили о том, что российская авиация сбросила более десятка авиационных бомб ФАБ-500 на украинские позиции в Безыменном.
Минобороны России заявило об уничтожении украинского вооружения в Белой Кринице, непреднамеренно подтвердив некоторые успехи украинской армии в этом регионе.
Военный блогер сообщил, что украинские войска потеряли две боевые машины пехоты в результате неудачной попытки штурма Благодатного. Блогеры сообщили, что российские силы вернули контроль над Зелёными Гаями и Терновыми Подами, в то время как украинские войска сохранили оборонные позиции в Мирном и Любомировке. Некоторые военные блогеры сообщили о том, что российские силы готовят ударную группу, увеличивая количество артиллерии и реактивных систем залпового огня, и запросив поддержку с воздуха в направлении Посад—Покровское.
Министерство обороны России утверждает, что украинское контрнаступление на направлении Николаев—Кривой Рог продолжает терпеть неудачу, добавив, что российские войска взяли в плен двоих украинских военнослужащих. Некоторые военные блогеры распространили видеозаписи, на которых, как заявляется, запечатлены допросы украинских военнопленных.
По данным «Медузы», с начала контрнаступления украинским войскам на большей части направлений удалось продвинуться «лишь на пару километров». При этом, как сообщает издание, они понесли большие потери от ударов российских ВВС и артиллерии. Издание отметило, что из-за введения украинским военным руководством жёсткой цензуры с запретом работы на передовой журналистов и публикации видео боёв, российские потери остаются неизвестными, что существенно искажает понимание баланса потерь. Издание сообщает, что единственным местом прорыва украинского наступления является участок между населёнными пунктами Андреевка и Лозовая, где украинские войска продвинулись на 5-6 километров.
4 сентября Президент Украины Владимир Зеленский заявил, что ВСУ освободили Высокополье Херсонской области.

### Октябрь
2—3 октября ВСУ провели крупное наступление в Херсонской области. 2 октября президент Украины Владимир Зеленский заявил, что военные освободили поселок Архангельское на реке Ингулец, а также поселок Миролюбовка. К 3 октября, по данным российских «военкоров», ВСУ заняли несколько населенных пунктов: «от Нововоронцовки на границе с Днепропетровской областью до, как минимум, Михайловки».

### Ноябрь
9 ноября российское командование сообщило о сдаче Херсона. Несмотря на заявления представителя Минобороны РФ о том, что всю технику войска забрали с собой, опубликованные в сети видео свидетельствуют об обратном. Ещё 10 ноября, до вхождения ВСУ в Херсон, появлялись записи с трофейной техникой РФ. Также, из-за невозможности эвакуации, российские военнослужащие подрывают собственные танки.
Украинские официальные лица отнеслись к заявлению Шойгу со скептицизмом, считая последнее попыткой заманить украинские войска в ловушку городских боев. Об этом 9 ноября заявил Михаил Подоляк.
11 ноября в Главном управлении разведки Минобороны Украины объявили, что в Херсон заходят части ВСУ.

## Оценки, анализ
Министерство обороны Великобритании назвало украинское контрнаступление «тактическим сюрпризом» для русских, отмечая что украинские войска смогли использовать плохую логистику России, чтобы вернуть утраченные позиции. По мнению разведки Великобритании, операция имеет ограниченные цели, но является успешной, поскольку украинские войска «используют плохую логистику, управление и руководство в российских вооружённых силах».
Wall Street Journal, ссылаясь на военных аналитиков, отмечает, что успех наступления может принимать разные формы: даже не отвоевывая значительных позиций, украинская сторона может добиваться прогресса, заставив российскую сторону раскрывать расположение своих позиций, баз снабжения, получить разведданные о российских подразделениях, их уязвимостях, готовности к бою. Также отмечается, что данное контрнаступление представляет собой более широкую стратегии Украины по напряжению всех российских войск на Украине, от Харькова до Крыма.
Украинские силы начали активное контрнаступление, продвигаясь в пяти различных направлениях, при этом нанося удары дальнобойной артиллерией M142 HIMARS, M270 MLRS и M777 по важнейшим российским военным объектам: мосты, железные дороги, склады боеприпасов, склады горючего, артиллерийские батареи, командные пункты.
Российские военные отступили в нескольких населенных пунктах, по некоторым данным, украинские силы продвинулись в некоторых местах на 10 км.
Институт по изучению войны в своём отчёте от 31 августа сообщил, что продолжающиеся удары украинской армии по центральной части Херсонской области свидетельствуют о желании Украины отрезать снабжение российских войск в северной части для вынуждения россиян к отступлению на левый берег Днепра.
Аналитический центр Atlantic Council считает, что Украина не будет использовать все силы для наступления на Херсон. Вместо этого, по мнению центра, украинская стратегия заключается в точечных ударах и постепенных локальных продвижениях с целью изоляции российских войск на западном берегу Днепра, отрезав их от поставок и уничтожив логистические центры.
Использование Россией переправ указывает на то, что в результате ударов мосты через Днепр стали непригодны для военной поддержки.
По информации издания The Wall Street Journal, украинские военные аналитики и официальные лица заявляют, что украинские потери, даже если наступление будет успешным, могут быть высокими, поскольку они атакуют окопавшегося врага, обладающего огневой мощью, которая может быстро уничтожить войска.
По оценке военного эксперта Роберта Фокса от 1 сентября 2022 года, для успеха наступления Украине необходимо собрать большее количество обученных сил с тактическими и стратегическими резервами, а его начало имело не только стратегический, но и символический характер, будучи направленным против ощущения, что на фронте тупик и необходимо перейти к переговорам.
Новая газета заявила, что хоть украинские войска и не начали масштабного наступления, но при этом смогли обработать фронтовую полосу сплошным огневым валом, использовав как основу для этого устаревшие неточные американские снаряды M26 для систем M270 MLRS. При этом стратегическое положение российских войск под Херсоном изданием оценивалось как безнадежное, даже несмотря на нехватку бронетехники у Украины: на руку украинской армии сыграло грамотное планирование операции с разделением российской группировки на несколько слабосвязанных подразделений, успешное подавление российской ПРО и локальные успехи диверсантов.